# Волфганг Амадеус Моцарт
Волфганг Амадеус Моцарт (крштено: Јоханес Крисостомус Волфгангус Теофилус Моцарт; Салцбург, 27. јануар 1756 — Беч, 5. децембар 1791) био је аустријски композитор и пијаниста, један од најзначајнијих и најутицајнијих светских композитора класичне музике.
Моцартов рад од преко шест стотина дела, покрива готово све жанрове његовог доба, укључујући симфоније, концерте, камерну музику, музику за клавир, оперске и хорске композиције.
У свом најранијем детињству у Салцбургу, Моцарт је показао невероватне способности свирајући клавијатуре и виолину. Са само пет година његово компоновање и наступи су били цењени и уважавани од стране европског племства и аристократије. Када је напунио седамнаест година, добио је посао музичара на двору у Салцбургу. Међутим, одрастао је неспокојан и незадовољан, често је путовао у потрази за бољим положајем, али увек активно компонујући. Током посете Бечу 1781. године, након што је добио отказ на двору, одлучио је да се насели у овом граду, где је касније стекао славу. Интересантно да је Моцарт остао у Бечу до краја живота, упркос томе што је пролазио кроз тешке финансијске ситуације. У последњим годинама свог живота, компоновао је многа позната дела, велики број симфонија, познате концерте и опере, као и његово последње дело, незавршени Реквијем. Околности његове преране смрти, предмет су многих спекулација, дигавши Моцарта на ниво мита.

## Рано детињство
Моцарт је рођен 27. јануара 1756. године, у Салцбургу у данашњој Аустрији, тада главном граду независне надбискупије у Светом римском царству. Био је најмлађи син Леополда Моцарта и Ана Марије Моцарт (девојачко Пертл). Леополд је био подкапелмајстор на двору архиепископа од Салцбурга, повремено је и компоновао по наруџбини, а био је искусан учитељ. Због велике стопе смртности мале деце у Европи у то време, од седморо деце из овог брака, преживели су само старија сестра, Марија Ана, звана Нанерл, и Волфганг Амадеус. Волфганг Амадеус је крштен дан након рођења, у катедрали св. Руперта именом Јоханес Крисостомус Волфгангус Теофилус Моцарт. Себе је називао „Wolfgang Amadè Mozart“, али коришћене су разне друге варијанте његовог имена.
Моцарт се родио и провео је детињство све до своје седамнаесте године у улици Getreidegasse, број 9, у Салцбургу. У тој кући се данас налази велики број предмета, посебно инструмената, из Моцартовог детињства. То је једно од најпосећенијих места у Салцбургу и представља уточиште за музичаре и музичке фанове широм света.
Моцартова музичка вештина већ је била уочљива када је имао само неколико година. Његов отац Леополд био је један од водећих европских учитеља музике, чија је утицајна књига Писани чланак о основама свирања виолине објављена године када је рођен Моцарт. Након Волфганговог рођења, Леополд запоставља посао како би се посветио искључиво учењу и васпитавању свог детета. Отац је Волфганга научио да свира виолину и клавир, а како је брзо учио, своје прве композиције је написао када је имао свега пет година. Леополд му је истовремено био и учитељ и родитељ, и све време је био свестан тога да мора Волфганга да формира као човека, али и као уметника.
Леополд је убрзо схватио да може зарадити много новца ако представи свог сина европским дворовима као чудо од детета. Једанпут, кад је Моцарт био болестан, Леополд је изјавио да више брине о губитку прихода него о добробити свог сина. Могуће је да су стална путовања и хладна клима допринели Моцартовој болести касније у животу. Моцартова старија сестра Нанерл била је вешта пијанисткиња и често је пратила свог брата и оца на турнејама.

## Године путовања (1762—73)
Током година у којима се формирао као музичар, Моцарт је неколико пута путовао по Европи, почевши са концертом 1762. године на двору изборника Максимилијана III од Баварске у Минхену и на аустријском царском двору у Бечу. Дуга концертна турнеја одвела га је, заједно са породицом, на дворове у Минхену, Манхајму, Паризу, Лондону, Доверу, Хагу, Амстердаму, Утрехту, Мехелену, па поново у Париз, и на крају, натраг дому кроз Цирих, Донауешинген и Минхен.
Леополд Моцарт није дуго оклевао да искористи надареност своје деце у обострану корист. Они ће га издржавати у његовој старости. Краткотрајна тронедељна турнеја у Минхену у јануару 1762. док Моцарту није било ни шест година, била је само увод у наредне, много веће походе. Овај очигледни успех убрзо је довео до дужег боравка у Бечу до краја те исте године, са обавезним музичким наступима на империјалном двору, уз великодушне новчане накнаде. За мање од месец дана боравка у Бечу, Леополд Моцарт је положио 120 златних дуката у своју салцбуршку банку, што је било више него нечија двогодишња зарада.
Па ипак, ови излети су били засењени великом турнејом која је задржала четири члана породице Моцарт у иностранству више од три године, од јуна 1763. до новембра 1766. Велики део те турнеје је прошао у дужим боравцима у важним музичким средиштима: пет месеци у Паризу, 15 месеци у Лондону, а онда у повратку још три месеца у Паризу, са честим застајањем дуж пута, углавном у немачким државама и Холандији. Слава брат-сестра дуета проширила се западном Европом, са многим приликама да покажу свој шарм и прерано развијено музичко мајсторство.
У сваком од градова, породица Моцарт могла је са сигурношћу очекивати позив од локалног владара, властеле и богате аристократије. Обично су након једног наступа следили позиви за друге наступе. У Лондону, рекламе за Моцартове концерте, које је у највећој мери писао Леополд Моцарт, биле су упућене властели и племству. Свугде где су ишли, породица Моцарт се искључиво ослањала на ову врсту публике.
Моцарт је написао своју прву симфонију кад је имао осам година. Могуће је да је његов отац записао највећи део садржаја који је Моцарт произвео.
Због узастопних успеха и недостатка жеље за повратком у Салцбург, стално су одлагали да се врате кући. Често су били обасути аплаузима и благонаклоношћу великих, гледано из угла награђивања и зарада које су уживали. Након свега овога, Салцбург је изгледао као тмурна перспектива, како новчано, тако друштвено и емоционално. То је било место где је Леополд Моцарт био само слуга, слабо плаћен и мало цењен. Кад се породица вратила у Салцбург, Моцарту је било десет година и већ је био искусан извођач и композитор.
На својим путовањима сусрео је многе чувене музичаре и упознао се са делима многих других великих композитора. Међу њима су: Георг Фридрих Хендл, Јозеф Хајдн и Јохан Кристијан Бах који је имао веома велики утицај на Моцарта током њихових сусрета у Лондону 1764. и 1765. Породица поново одлази у Беч касне 1767. и остаје тамо до децембра 1768. Након годину дана у Салцбургу, Леополд и Волфганг одлазе у Италију, остављајући Волфгангову мајку и сестру кући. Ово путовање је трајало од децембра 1769. до марта 1771, и попут ранијих путовања, имало је за сврху показивање младићевих способности као извођача и све зрелијег композитора.
У Болоњи се сусреће са Јозефом Мисливечеком и Ђованијем Батистом Мартинијем и бива прихваћен за члана тамошње чувене Филхармонијске академије. У Риму је чуо извођење Miserere mei, Deus од Грегорија Алегрија у Сикстинској капели, коју је затим записао у целости по сећању, поправљајући касније само ситне грешке, правећи први илегални примерак ове брижно чуване својине Ватикана. Око порекла и истинитости ове приче се и даље води дебата.
У Милану је Моцарт написао оперу Митридат, краљ Понта 1770, која је била изведена са успехом. Ово је водило до даљњих понуда за компоновање опера. Мало касније, Леополд и Волфганг се два пута враћају у Милано (август – децембар 1771. и октобар 1772. – март 1773.) на компоновање и прво извођење Асканијa у Алби 1771, па потом Лучио Силе 1772. Леополд се надао да ће ове посете помоћи његовом сину да добије посао композитора у Италији, али ове се наде нису никад испуниле.
При крају свог завршног боравка у Италији, Моцарт је написао и данас често извођени мотет Exsultate, jubilate, К.165. Такође је приметио дела познатих људи ван музике, попут стаклене хармонике Бенџамина Френклина за коју је написао неколико композиција.

## Моцарт на двору у Салцбургу (1773—77)
Након што се коначно вратио са оцем из Италије 13. марта 1773, Моцарт се запошљава као дворски музичар код владара у Салцбургу, принца-надбискупа Хјеронимуса Колореда.
Композитор је био миљеник у Салцбургу где је имао велики број пријатеља и обожавалаца. Ту је имао прилику да ради у многим жанровима укључујући симфоније, сонате, квартете за жичане инструменте, серенаде и неколико мањих опера. Неки од ових раних радова се изводе и данас. Од априла до децембра 1775, Моцарт је развио ентузијазам за компоновање виолинских кончерта, производећи низ од пет (јединих који је икада написао), уз стално побољшање музичке истанчаности. Задња три виолинска кончерта (К. 216, К. 218, К. 219) сада су основа његовог музичког репертоара.
1776. усмерио је своје напоре на компоновање клавирских кончерта, чији врхунац је био Ес-дур кончерто К. 271 из ране 1777. Критика га сматра прекретницом у његовом музичком раду.
Упркос овим уметничким успесима, Моцарт је био све незадовољнији боравком у Салцбургу и удвостручио је своје напоре како би пронашао неко друго пребивалиште. Један од разлога је наизглед била његова ниска плата, 150 форинти годишње, али и то да је Моцарт чезнуо за састављањем опера, а у Салцбургу је имао само ретке прилике за то. Стање се погоршало 1775. када је дворско позориште затворено.
Две дуге експедиције у потрази за послом (Леополд и Волфганг су заједно тражили) прекинуо је овај дуги боравак у Салцбургу; посетили су Беч од 14. јула до 26. септембра 1773. и Минхен од 6. децембра 1774. до марта 1775. Ниједна посета није довела до новог запослења, али је путовање у Минхен довело до успешног првог извођења опере Лажна баштованка.

## Боравак у Паризу (1777—78)
У августу 1777. Моцарт даје оставку на позицију у Салцбургу и 23. септембра креће у још једну потрагу за запослењем, с посетама Аугсбургу, Манхајму, Паризу и Минхену. Будући да надбискуп Колоредо не би допустио Леополду да путује, Моцартова мајка Ана Марија га је пратила на путовањима.
Моцарт се упознао са члановима оркестра у Манхајму, најбољим у Европи у то време. Ту су били неки изгледи за запошљавање у Манхајму, али без успеха, и Моцарт одлази у Париз 14. марта 1778. где наставља своју потрагу. Његова срећа у Паризу једва да је била боља. У једном од његових писама послатих кући наводи могућност да добије посао као оргуљаш у Версају, али Моцарт није био заинтересован за то. Запао је у дуг и морао је распродати своје драгоцености. Ова посета се догодила у време кад се Моцартова мајка разболева и умире 3. јула 1778.
Док је Волфганг био у Паризу, Леополд је енергично тражио могућности за његов повратак у Салцбург. Уз подршку локалног племства осигурао му је бољи посао дворског оргуљаша и концерт-маестра. Годишња плата била је 450 форинти, али је Волфганг нерадо прихватио. Након што је напустио Париз 26. септембра 1778. боравио је у Манхајму и Минхену, још увек у нади да ће добити посао изван Салцбурга. У Минхену је опет наишао на Алојсију, која није била веома успешна певачица, а она му је јасно ставила до знања да више није заинтересована за њега.
Моцарт је напокон стигао кући 15. јануара 1779. те започео нови посао, али његово незадовољство Салцбургом је било неумањено.

## Моцарт у Бечу (1781—1791)
У јануару 1781. Моцартова опера Идоменеј премијерно је изведена с „великим успехом“ у Минхену. Следећег марта композитор је био позван у Беч, где је његов послодавац, надбискуп Колоредо, присуствовао прослави ступања Јозефа II на аустријски престо. Моцарт, свеж након обожавања које је зарадио у Минхену, био је увређен када га је Колоредо третирао као пуког слугу, а посебно када му је надбискуп забранио да свира пред царем код грофице Тун за новчану накнаду која је једнака половини годишње плате у Салцбургу. Ово је довело до свађе која је кулминирала у мају, након чега је Моцарт отпуштен на веома увредљив начин. У Бечу је, међутим, Моцарт постао свестан неких богатих могућности, па је зато одлучио да се тамо настани као слободни извођач и композитор.
Свађа с надбискупом била је тежа за Моцарта, јер је и његов отац стао против њега. Надајући се да ће се беспоговорно вратити Колореду назад у Салцбург, Леополд је разменио интензивна писма са својим непослушним сином, позивајући га да се помири са својим послодавцем. Међутим, Волфганг је страствено бранио своју намеру да настави самосталну каријеру у Бечу. Расправа је завршила тако што је Моцарт смењен, ослобађајући се од захтева окрутног послодавца и претерано забринутог оца. Моцартов биограф Соломон је видео његову оставку као „револуционарни корак“ који ће увелико изменити ток његовог живота.
Година 1782. је била успешна година за Моцартову каријеру. Наступао је често као пијаниста, а нарочито важно је било његово такмичење с Музијем Клементијем пред царем 24. децембра 1781, а ускоро је био признат као „најбољи клавијатуриста у Бечу“. Његова опера Отмица из Сараја (Die Entführung aus dem Serail) је била врло успешна и одржао је низ концерата у којима је изводио своја музичка дела као композитор и солиста.
Дана 4. августа 1782. године, оженио је Констанцу Вебер против жеља свога оца. Он и Констанца су имали шестеро деце, али само двоје нису умрли у детињству. Обоје, Карл Томас (1784—1858) и Франц Ксавер Волфганг (1791-1844), нису се женили нити имали децу.
Године 1784. постаје слободни зидар и наговара свога оца да се такође придружи том тајном друштву пре његове смрти 1787. године. Његова последња опера, Чаробна фрула (Die Zauberflöte), садржи многе слободно-зидарске теме и алегорије.
Живот му је био пун новчаних тешкоћа и разних болести. Често није био плаћен за свој рад, а и мало новаца које би добио брзо је потрошио на екстравагантан начин живота. Моцарт је провео 1786. годину у Бечу, у једном стану који се може и данас посетити у улици Domgasse 5 иза катедрале Светог Стефана. Ту је компоновао Фигарову женидбу (Le Nozze di Figaro).
Преминуо је 5. децембра 1791. у 00:55 часова. Имао је само 35 година. Узрок смрти се не зна са сигурношћу. Званични узрок је hitziges Frieselfieber, у преводу „екстремнa грозница са осипом попут зрна проса“, али то представља више опис симптома него дијагнозу. Предложено је неколико стотина узрока Моцартове смрти: реуматска грозница, стрептококна инфекција, трихинелоза, грип, тровање живом, као и редак поремећај бубрега. Скромна сахрана није представљала прави одраз композиторове популарности; спомени и концерти у знак сећања на Моцарта у Бечу и Прагу су били добро посећени. Слава му је само расла после смрти, и многе биографије и сабрана дела су убрзо објављена због велике потражње.

## Музичка дела
Волфганг Амадеус Моцарт је био веома плодан композитор. Његов опус обухвата преко 600 дела најразличитијих жанрова:
- симфоније — најпознатије су Париска, Хафнер, Линц, Прашка, Симфонија број 40 и Јупитер;
- клавирски концерти — најпознатији су број 21, број 25 и број 26;
- виолински концерти — најпознатији су бр. 3 и бр. 5;
- клавирских соната — најпознатија је бр. 11 или Турски марш;
- виолинске сонате;
- гудачки квартети — најпознатији су Хајдн квартети;
- гудачки квинтети;
- серенаде — најпознатија је Мала ноћна музика;
- опере — најпознатије су Отмица из сараја, Фигарова женидба, Дон Ђовани, Тако чине све и Чаробна фрула;
- мисе — најпознатије су Крунидбена миса и Велика миса;
- недовршени Реквијем

## Галерија
- Место где се Моцарт родио, улица Getreidegasse, број 9, у Салцбургу.
- Програм свечане вечери у Задужбини Илије М. Коларца, посвећено делима Волфганга Амадеуса Моцарта (1935)
- Програм вечери посвећене Моцату, која се одржала у Задужбини Илије М. Коларца.

## Фусноте
1. ↑  Моцартово крштено име је Joannes Chrysostomus Wolfgangus Theophilus Mozart. Током живота је користио различите варијанте свог имена.

### Дигитализовани документи
- Волфганг Амадеус Моцарт на сајту Пројекат Гутенберг (језик: енглески)
- Волфганг Амадеус Моцарт на сајту Internet Archive (језик: енглески)
- Волфганг Амадеус Моцарт на сајту LibriVox (језик: енглески)
- Из Британске библиотеке